# Megacephala carolina
Megacephala carolina is een keversoort uit de familie van de loopkevers (Carabidae). De wetenschappelijke naam werd gepubliceerd in 1766 door Carl Linnaeus.